# Alfa Romeo 2000
Als Nachfolger des Typs 1900 von Alfa Romeo wurde auf dem Turiner Autosalon 1957 erstmals die 2000er-Serie vorgestellt. Anfang 1958 begann der Verkauf.
Die Serie bestand zunächst aus zwei Modellen:
- „Berlina“ (Nr. 102.00): viertürige Stufenhecklimousine (von Alfa Romeo selbst im Werk Portello hergestellt)
- „Spider“ (Nr. 102.04): zweitüriges Cabriolet (von Felice Bianchi Anderloni entworfen und von der italienischen Carrozzeria Touring gefertigt)

Erst im Frühjahr 1960 folgte das zweitürige Coupé Sprint (Nr. 102.05), das bei der Firma Bertone hergestellt wurde. Der Entwurf stammt vom damals noch jungen Giorgetto Giugiaro.

## Technik
Die mit einer Bohrung von 84,5 mm und einem Hub von 88 mm leicht langhubig ausgelegten Vierzylindermotoren (Hubraum: 1975 cm³) mit zwei obenliegenden Nockenwellen und zwei Doppelvergasern sind im Wesentlichen vom Vorgänger 1900 übernommen. Sie leisten maximal 115 PS (85 kW), der Motor der Berlina 105 PS (77 kW). Mit ihnen erreichen die Wagen Höchstgeschwindigkeiten von 175 km/h oder 160 km/h (Berlina). Fünfganggetriebe und eine Radaufhängung an Doppelquerlenkern vorn, eine Lenkung mit Schnecke und Rolle und eine von zwei Längslenkern und einem Reaktionsdreieck (Dreieckslenker) geführte Starrachse hinten runden das Bild ab.
Anders als bei der kleineren Alfa Romeo Giulietta stellte sich der große Markterfolg jedoch nicht ein. Die Fahrzeuge waren relativ teuer (Spider 1958: 2,5 Mio. Lire). Außer auf den europäischen Märkten wurden die 2000er vor allem in den USA, aber auch in Südafrika und Australien verkauft. Folgende Stückzahlen wurden laut Standardquelle „Fusi“ hergestellt, wobei in der Literatur aber auch leicht abweichende Zahlen auftauchen:
| Modell  | Stückzahl |
| ------- | --------- |
| Berlina | 2799      |
| Spider  | 3443      |
| Sprint  | 704       |

Auf der technischen Basis des 2000 entstanden zahlreiche Studien und Einzelstücke verschiedener Designer, darunter der 2000 Sprint Praho (1960) von Touring.

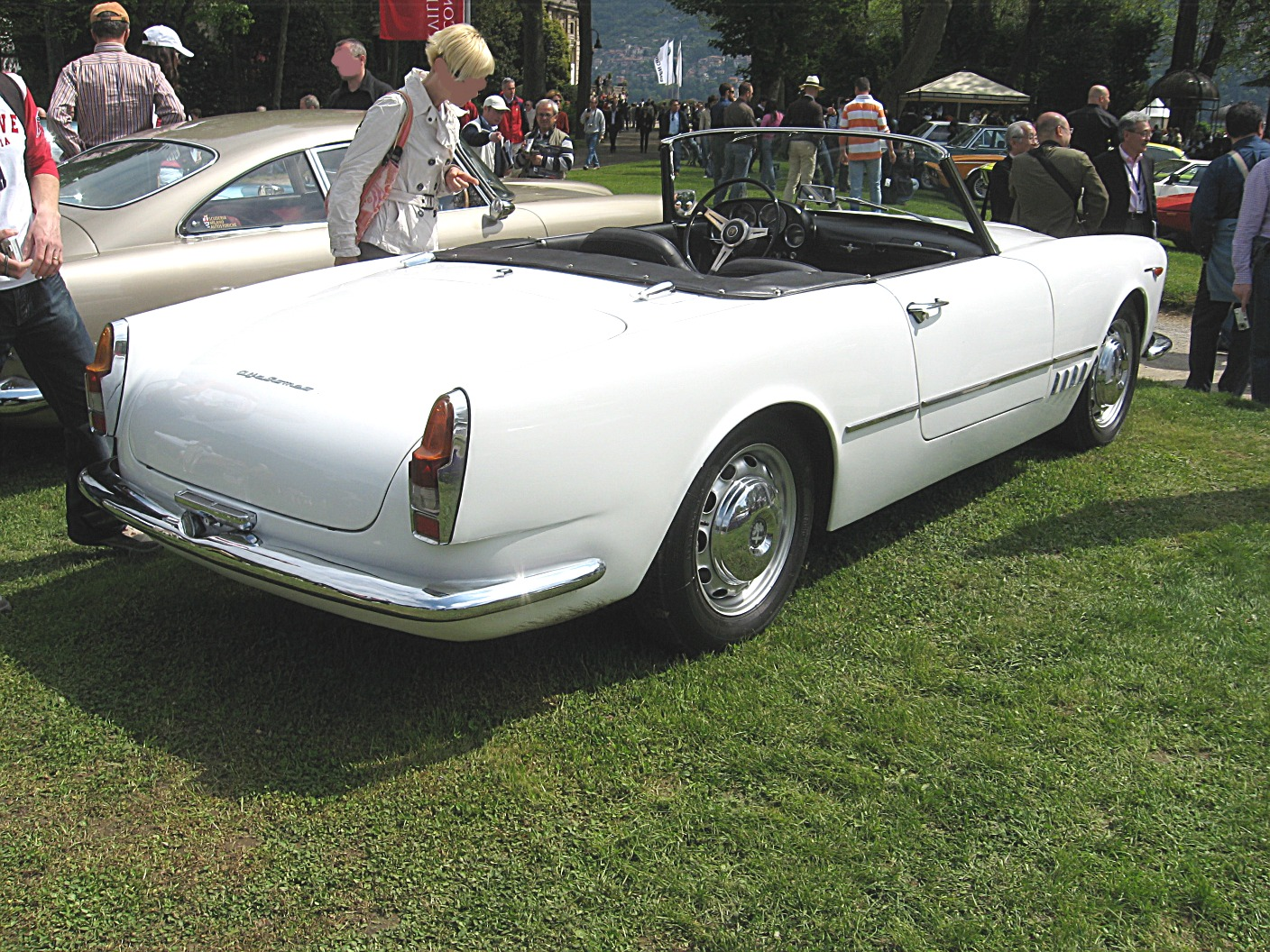
Heckansicht
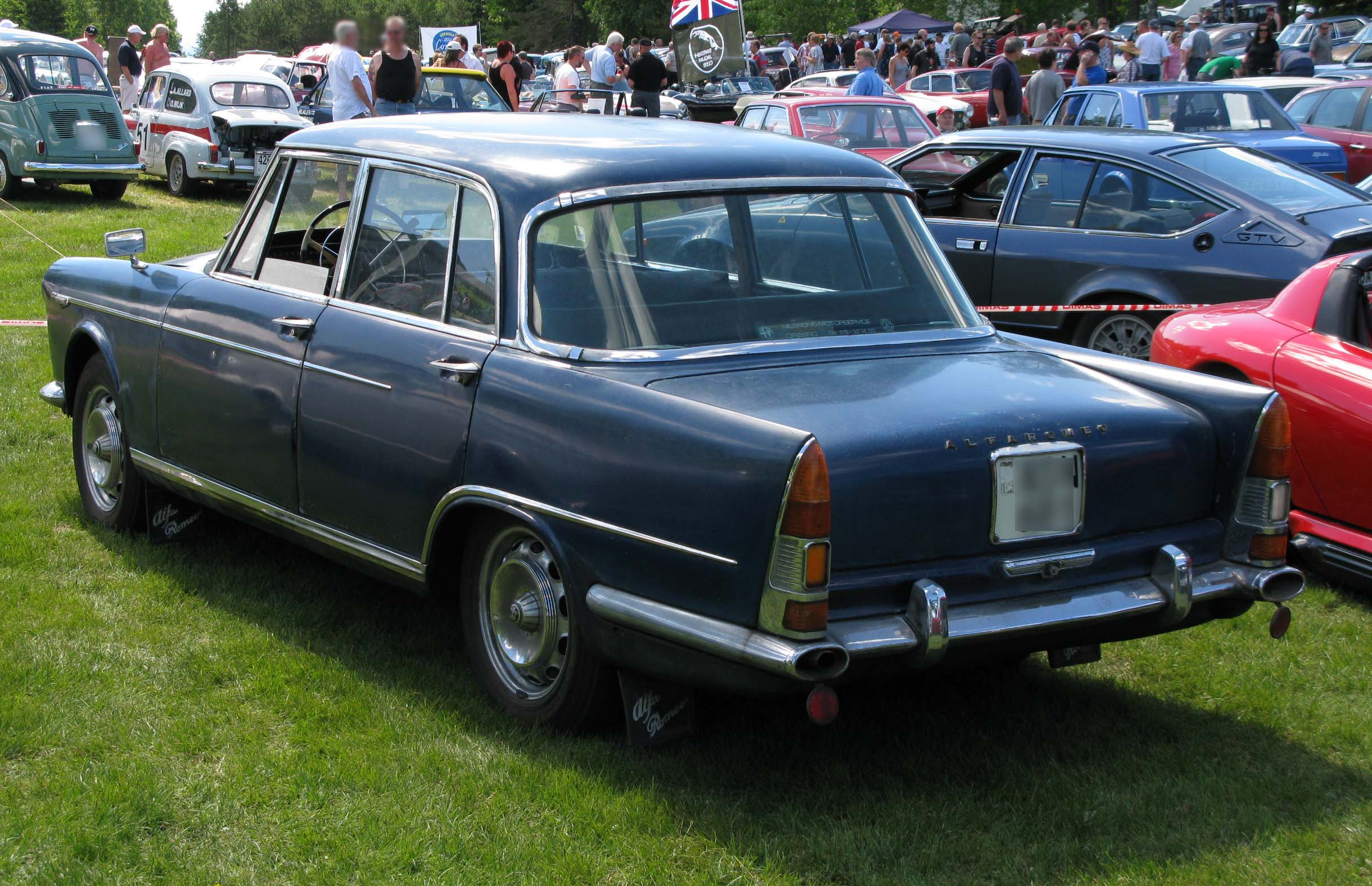
Alfa Romeo 2000 Berlina (1957–1962)
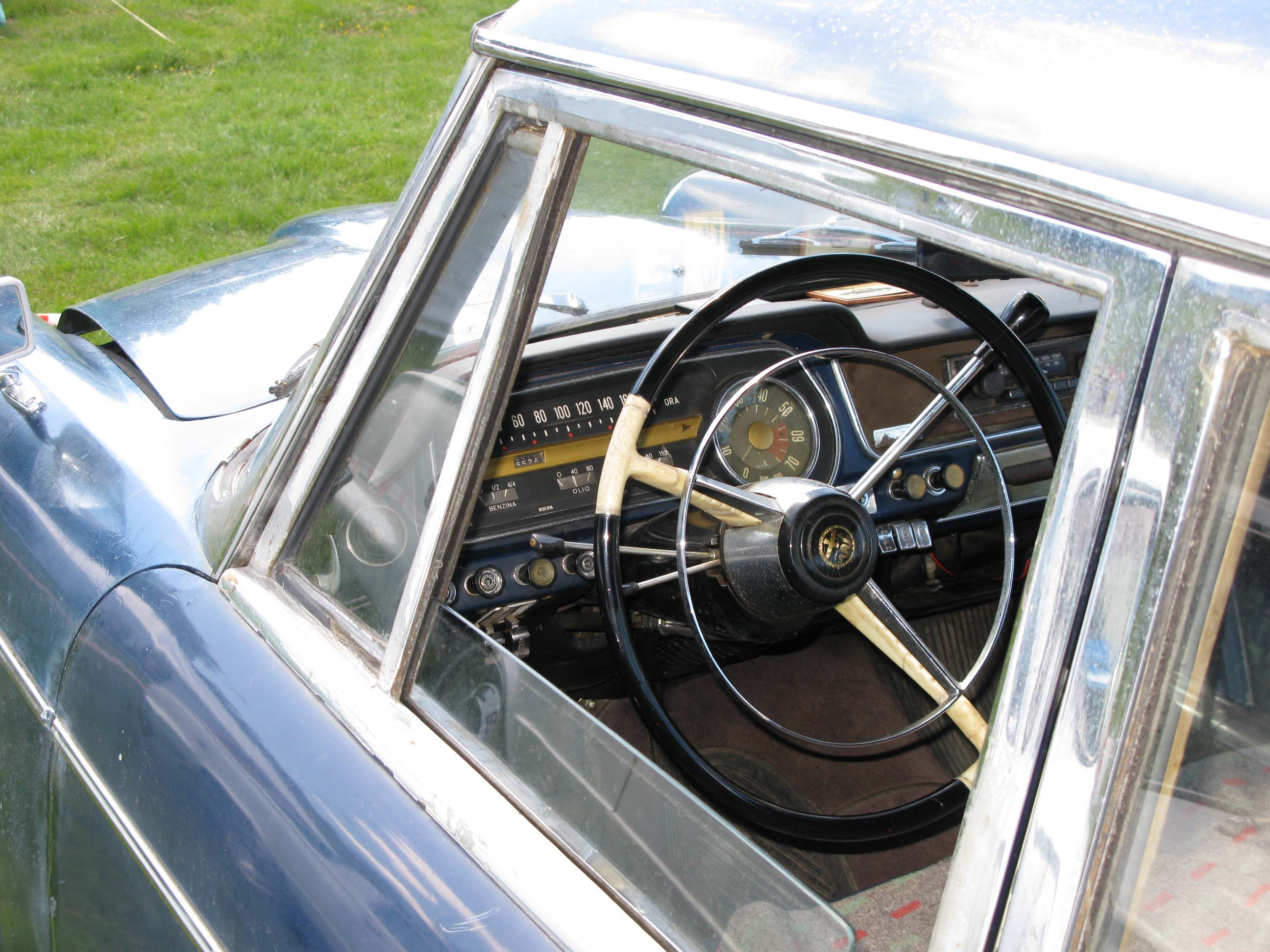
Cockpit der 2000 Berlina

## Nachfolger
Als Nachfolger kam der Alfa Romeo 2600 auf den Markt, der ab Frühjahr 1961 zunächst den Spider und ein Jahr später sowohl Sprint als auch Berlina ersetzte. Die Unterschiede waren vor allem ein stärkerer Sechszylinder-Motor und verschiedene Veränderungen an der Karosserie. Heute sind die 2000er sowie die 2600er vor allem in der eleganten Spider-Version gesuchte Oldtimer.
Die Produktion des Alfa Romeo 2000 Berlina wurde ab Anfang 1961 von der brasilianischen Firma Fábrica Nacional de Motores (FNM) bei Rio de Janeiro unter der Bezeichnung FNM 2000 noch bis in die 70er-Jahre fortgesetzt. Die Motoren wurden von FNM auf 2,15 Liter, später auf 2,3 Liter vergrößert, auch wurde die Karosserie mehrfach modifiziert.
Die Markenbezeichnung „2000“ wurde ab Mitte 1971 von Alfa Romeo für die Typenserie Alfa Romeo 1750 nochmals verwendet.